# Frances Perkins
Frances Perkins (Boston, Massachusetts, 10 de abril de 1880 - Nueva York, 14 de mayo de 1965), registrada al nacer como Fannie Coralie Perkins,  fue una socióloga y política estadounidense, que desempeñó el cargo de secretaria de Trabajo de los Estados Unidos entre los años 1933 y 1945, formando parte del gabinete del presidente Franklin Delano Roosevelt. Fue la primera mujer en asumir un cargo de rango ministerial en los EE. UU.

## Trayectoria
Nacida en una familia de clase media en Boston, ya que Perkins realizó estudios superiores, y tras graduarse en ciencias políticas en la Universidad de Columbia en 1910, Perkins desarrolló una intensa actividad en la "Liga de Consumidores de Nueva York". En esa entidad Perkins desarrolló un efectivo lobby en favor de mejoras en los salarios y condiciones de trabajo, trabajando también como docente en varias universidades. 
Poco antes de iniciar su actividad en la  "Liga de Consumidores de Nueva York", Perkins había cambiado su nombre inicial, usando "Frances" en lugar de "Fannie", el cual mantuvo el resto de su vida. También mantuvo su apellido de soltera al contraer matrimonio con Paul Caldwell Wilson en 1913. 
Su liderazgo en causa sociales motivó a Al Smith, gobernador del Estado de Nueva York a invitarla en 1918 para unirse a la "Comisión Industrial" del Estado de Nueva York, la cual dirigió a partir de 1926. En 1929 el nuevo gobernador del Estado, Franklin Delano Roosevelt, la confirmó en su puesto y ella ejerció con mayor energía las funciones que ya había desempeñado durante el mandato de Al Smith: inspecciones a empresas, normas reguladoras del uso de la energía, normas sobre salarios y salubridad en los empleos.
Cuando en 1933 Franklin D. Roosevelt asumió el cargo de Presidente de los Estados Unidos, convocó a Frances Perkins para ocupar el puesto de titular del Departamento de Trabajo. Desde allí, Perkins se convirtió en una de las defensoras del New Deal rooseveltiano, promoviendo iniciativas como el Civilian Conservation Corps, la Public Works Administration y su sucesora, la Federal Works Agency, así como ayudando directamente a elaborar las normas laborales contenidas en la National Industrial Recovery Act.
Sólo Perkins y Harold Ickes fueron los miembros del gabinete inicial de Roosevelt que continuaron en sus puestos durante toda la presidencia de éste.
Perkins fue impulsora de la Ley de Seguridad Social de 1935 que creó prestaciones por desempleo para desempleados y pensiones para ancianos, e impulsó normas y leyes en favor del salario mínimo, contra la explotación infantil, la regulación de las horas extras y la estandarización de la jornada laboral de 40 horas semanales. Asimismo, Perkins apoyó desde su cargo las iniciativas legislativas que después se plasmarían en la Wagner Act, luchando al mismo tiempo por lograr la colaboración de los grandes sindicatos estadounidenses con las políticas del New Deal. Al estallar la Segunda Guerra Mundial, Perkins reclamó que las mujeres no fueran reclutadas en las fuerzas armadas, sino que se emplearan como mano de obra para reemplazar a los varones que debían ser reclutados para el servicio militar activo, consiguiendo así que un gran número de mujeres se incorporasen a la población económicamente activa de EE. UU. 
Tras la muerte de Roosevelt en 1945, el nuevo presidente, Harry S. Truman, le pidió que se encargara de dirigir el United States Civil Service Commission, organismo encargado de dirigir al personal de la administración pública estadounidense. Perkins aceptó el cargo y lo desempeñó hasta 1952, año en el que murió su marido y ella decidió retirarse de la actividad política. Tras esta fecha se dedicó a la docencia en la Universidad Cornell hasta su muerte a los 85 años de edad. Durante este período, Perkins plasmó sus memorias durante la era Roosevelt escribiendo un libro titulado "The Roosevelt I Knew" (El Roosevelt Que Conocí).